# Шопоту Веки (Караш-Северин)
Шопоту Веки (рум. Șopotu Vechi) насеље је у Румунији у округу Караш-Северин у општини Далбошец. Oпштина се налази на надморској висини од 293 m у подножју Алмашких планина.

## Историја
Према "Румунској енциклопедији" место се први пут јавља у документима 1603. године. По протеривању Турака у њему је 1717. године пописано 35 кућа. Године 1828. из Сопота се исељава 56 породица који оснивају ново насеље удаљено 15 километара западно Нови Сопот. Сопот из кога су отишли, је од тада да би се разликовао, постао Стари Сопот.
По аустријском царском ревизору Ерлеру 1774. године, место "Шопот" припада Алмажком округу, Оршавског дистрикта. Има тада милитарски статус а становништво је било претежно влашко.

## Становништво
Према подацима из 2002. године у насељу је живело 758 становника.

### Попис2002.
| Расподела становништва по националности 2002.‍ | Расподела становништва по националности 2002.‍ | Расподела становништва по националности 2002.‍ | Расподела становништва по националности 2002.‍ | Расподела становништва по националности 2002.‍ |
| --------------------------------------------- | --------------------------------------------- | --------------------------------------------- | --------------------------------------------- | --------------------------------------------- |
|                                               |                                               |                                               |                                               |                                               |
| Румуни                                        | Румуни                                        |                                               | 753                                           | 99,3%                                         |
| Срби                                          | Срби                                          |                                               | 5                                             | 0,7%                                          |